# Comte de Stamford

Armes de Grey

Comte de Stamford est un titre dans la pairie d'Angleterre, créé en 1628 en faveur d'Henry, 2e baron Grey de Groby de la grande maison de Grey. 
Le 4e comte se marie avec lady Mary Booth et par son mariage leur fils hérite les grands domaines des comtes de Warrington.

## Comtes de Stamford (1628)

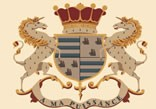
Armoiries des comtes de Stamford et Warrington

- Henry Grey, 1er comte de Stamford (v. 1600–1673)
  - Thomas, baron Grey (en), MP (v. 1623–1657)
- Thomas Grey, 2e comte de Stamford (v. 1653–1720)
- Henry Grey, 3e comte de Stamford (1685–1739)
- Harry Grey, 4e comte de Stamford (1715–1768), se marie, en 1736, avec Lady Mary Booth (m. 1772)
- George Harry Booth-Grey, 5e comte de Stamford (1737–1819), recréé comte de Warrington (GB) à partir de 1796
- George Harry Booth-Grey, 6e comte de Stamford, 2e comte de Warrington (1765–1845)
  - George Harry Booth-Grey (en), appelé 8e baron Grey de Groby (1802–1835)
- George Harry Booth-Grey, 7e comte de Stamford, 3e comte de Warrington (1827–1883)
- Harry Grey, 8e comte de Stamford (en) (1812–1890)
- William Grey, 9e comte de Stamford (1850–1910)
- Roger Grey, 10e comte de Stamford (1896–1976).